# Efrem (Prosianok)
Efrem, imię świeckie Roman Wasiljewicz Prosianok (ur. 27 czerwca 1977 w Gukowie) – rosyjski biskup prawosławny.

## Życiorys
Urodził się w rodzinie robotniczej. Ukończył szkołę średnią nr 5 w rodzinnym Gukowie. Do cerkwi regularnie uczęszczał od szesnastego roku życia. W 1998 ukończył Państwową Akademię Ekonomiczną w Rostowie, uzyskując dyplom na wydziale zarządzania i systemów informacyjnych. Od 1998 do 1999 pracował w piekarni przy Moskiewskiej Akademii Duchownej. W 1999 rozpoczął naukę w seminarium duchownym w Moskwie.
26 marca 2004 w soborze Trójcy Świętej w kompleksie ławry Troicko-Siergijewskiej złożył wieczyste śluby mnisze przed arcybiskupem wieriejskim Eugeniuszem, przyjmując imię Efrem na cześć św. Efrema Syryjczyka. 2 maja 2004 ten sam hierarcha wyświęcił go na hierodiakona. W tym samym roku rozpoczął studia w Moskiewskiej Akademii Duchownej, które ukończył w 2006 w trybie eksternistycznym. 5 marca 2006 został wyświęcony na hieromnicha. Został skierowany do pracy bibliotekarza w seminarium duchownym w Chabarowsku. Służył także w soborze Przemienienia Pańskiego oraz w soborze Zaśnięcia Matki Bożej w tym samym mieście. W 2008 obronił pracę kandydacką w dziedzinie teologii. W 2009 został prorektorem seminarium duchownego w Chabarowsku, otrzymał również godność ihumena.
5 października 2011 został nominowany na biskupa nikołajewskiego, wikariusza eparchii chabarowskiej. W związku z tym 30 października tego samego roku otrzymał godność archimandryty. 27 grudnia tego samego roku Synod zmienił wcześniejszą nominację, wyznaczając archimandrytę Efrema do przyjęcia chirotonii biskupiej z tytułem biskupa bikińskiego, także wikariusza eparchii chabarowskiej. Chirotonia biskupia odbyła się 28 stycznia 2012 w cerkwi św. Pimena Wielkiego w Moskwie z udziałem konsekratorów: patriarchy moskiewskiego i całej Rusi Cyryla, metropolitów sarańskiego i mordowskiego Warsonofiusza, chabarowskiego i nadamurskiego Ignacego, arcybiskupa istrińskiego Arseniusza oraz biskupów sołniecznogorskiego Sergiusza, nikołajewskiego Arystarcha i emerytowanego biskupa wietłuskiego Arkadiusza.
W 2015 został ordynariuszem eparchii birobidżańskiej i kuldurskiej. W 2017 r. otrzymał godność arcybiskupa. W 2024 r. Święty Synod Rosyjskiego Kościoła Prawosławnego przeniósł go w stan spoczynku i nakazał zamieszkanie w monasterze Iwerskiej Ikony Matki Bożej w Lenińsku Kuźnieckim.